# Vụ nổ bom khách sạn King David
Vụ đánh bom khách sạn King David là một cuộc tấn công khủng bố  được thực hiện vào thứ Hai, ngày 22 tháng 7 năm 1946, bởi phe cánh hữu Tổ chức ngầm của Zion theo tổ chức Irgun trên trụ sở hành chính của Anh cho Palestine, được đặt ở cánh phía nam của khách sạn King David ở Jerusalem. 91 người thuộc nhiều quốc tịch khác nhau đã thiệt mạng và 46 người bị thương.
Khách sạn là nơi đặt văn phòng trung tâm của các cơ quan bắt buộc của Anh ở Palestine, chủ yếu là Ban thư ký của Chính phủ Palestine và Trụ sở của Lực lượng Vũ trang Anh ở Palestine và Transjordan. Khi được lên kế hoạch, cuộc tấn công đã được sự chấp thuận của Haganah, nhóm bán quân sự chính của người Do Thái ở Palestine, mặc dù, không biết đến Irgun, điều này đã bị hủy bỏ vào thời điểm chiến dịch được thực hiện. Nó được hình thành như là một phần của phản ứng với Chiến dịch Agatha (một loạt các cuộc tấn công rộng khắp, bao gồm một cuộc tấn công vào Cơ quan Do Thái, do chính quyền Anh tiến hành) và là đạo diễn nguy hiểm nhất tại Anh trong thời đại Mandate (1920–1948).
Hóa trang thành công nhân Ả Rập và làm nhân viên phục vụ khách sạn, các thành viên của Irgun đã đặt một quả bom dưới tầng hầm của tòa nhà chính của khách sạn, nơi có cánh phía nam đặt tại Ban thư ký Mandate và một vài văn phòng của trụ sở quân đội Anh. Vụ nổ đã gây ra sự sụp đổ của nửa phía tây của cánh phía nam của khách sạn. Một số trường hợp tử vong và thương tích xảy ra ở con đường bên ngoài khách sạn và trong các tòa nhà lân cận.
Irgun đã gửi cảnh báo qua điện thoại, bao gồm một cảnh báo đến tổng đài riêng của khách sạn, có thể vì cảnh báo bom lừa bịp đầy rẫy vào thời điểm đó, các nhân viên đã quyết định phớt lờ, nhưng không ai trực tiếp đến chính quyền Anh. Từ thực tế là một cuộc tìm kiếm bom đã được thực hiện, có vẻ như một cuộc gọi lừa bịp hoặc tiền boa đã được nhận tại khách sạn vào đầu ngày hôm đó. Các cuộc gọi điện thoại sau đó từ một nhân viên có liên quan của Palestine Post và cảnh sát đã gây ra báo động ngày càng tăng, và người quản lý khách sạn đã được thông báo. Trong những phút cuối trước khi vụ nổ xảy ra, anh ta đã gọi một sĩ quan vô danh người Anh, nhưng không có lệnh sơ tán nào được ra lệnh. Tranh cãi đã nảy sinh về thời gian và tính thỏa đáng của các cảnh báo, và lý do tại sao, do các cảnh báo được đưa ra, khách sạn không được sơ tán.